# Мальцевский рынок
Мальцевский рынок — рынок в Санкт-Петербурге. Расположен в Центральном районе на улице Некрасова, д. 52.
На первом этаже рынка развёрнута торговля преимущественно сельскохозяйственной продукцией. На втором — различными промышленными товарами.

## История
В 1906 г. участок земли, на котором находится рынок, был куплен у Главного управления уделов Иваном Мальцевым.
Первое здание Мальцевского рынка было построено в 1913—1914 гг. по проекту архитектора Василия Константиновича Вейса (1862—1930).
Перестройка рынка была обусловлена тем, что государство не справлялось с обеспечением горожан через магазины самостоятельно; но в начале советской эпохи рынки считались временной мерой и с 1930-х годов им не уделялось внимания. Позднее, после смерти Сталина, в сентябре 1953 года было принято постановление о снижении сельскохозяйственного налога и увеличении приусадебных участков, в декабре было принято решение о строительстве новых крытых рынков.
Строительство освещённых рыночных залов без лишних перегородок стало возможным с появлением металлических конструкций в сочетании с остеклением, так было проще следить за соблюдением санитарных правил. Железобетонные своды позволили делать большие пролёты.

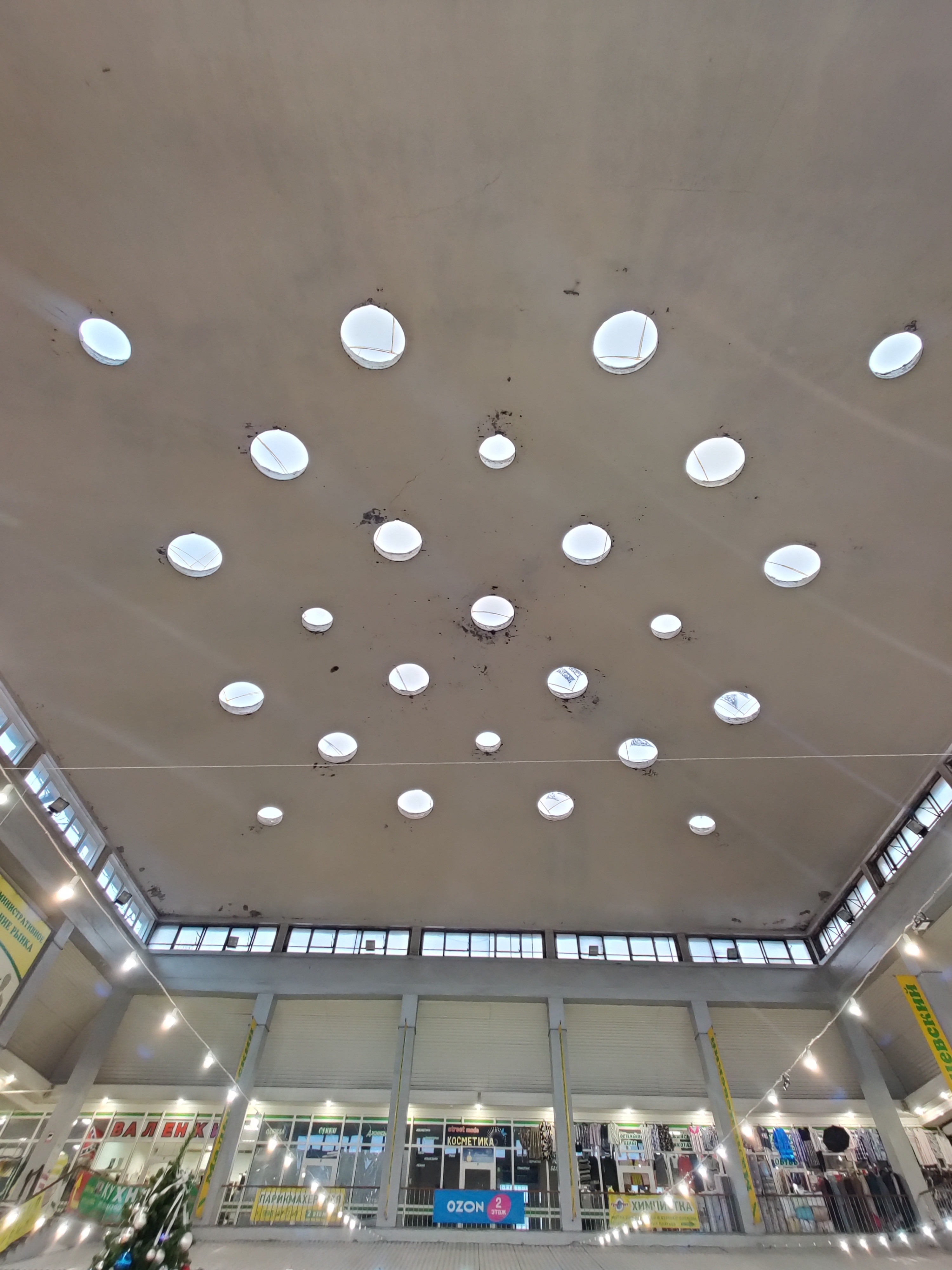
Софиты и верхняя галерея рынка

В советское время рынок носил название Некрасовского. С 1954 по 1960 гг. Некрасовский рынок находился на реконструкции, проект которой был выполнен в 1955 г. архитекторами С. И. Евдокимов, О. Б. Голынкиным, Г. М. Вланиным и инженером В. А. Ильиной (по другим источниками, О. Голынкиным, Г. Вланиным, инженерами Б. Мосонзоном, А. Морозовым и В. Ильиной).
При проектировании новых рынков мастерская Сергея Евдокимова использовала стеклоблоки (согласно подсчётам, вдвое более дешёвые, чем окна с той же площадью). К нововведениям при строительстве новых рынков также относились своды из армоцемента, более упругого, чем обычный железобетон.
Внешне здание — параллелепипед на корбюзианских опорах с клетками стеклоблочных панелей, сгруппированных в рамы по девять с дополнительной рамой на каждом фасаде. Вместо некоторых стеклоблоков были сделаны цветные витражи с различными продуктами, перед главным входом предполагалось установить скульптуры, но эта часть проекта не была реализована.
Торговый зал почти квадратный, 50 на 55 метров, по периметру окружён двухъярусными галереями. Голынкин и Вланин хотели сделать световой потолок, для чего Мосонзон изначально спроектировал кессонношпренгельную плиту (конструкцию из железобетонных перекрещенных рёбер с образованием подобия кессонов, на дне которых должны были быть расположены стеклоблоки), но после экспериментальной проверки статических расчётов был реализован проект Алексея Морозова, невысокий гладкий купол с круглыми софитами трёх разных диаметров.
В фильме «713-й просит посадку» здание сыграло роль аэропорта в некоей западной стране.
9 апреля 2025 года зданию было отказано во включении в список объектов культурного наследия.